# Lucas (Kansas)
Lucas és una població dels Estats Units a l'estat de Kansas. Segons el cens del 2000 tenia 436 habitants.

## Demografia
Segons el cens del 2000, Lucas tenia 436 habitants, 180 habitatges, i 113 famílies. La densitat de població era de 317,6 habitants/km².
Dels 180 habitatges en un 23,9% hi vivien nens de menys de 18 anys, en un 56,7% hi vivien parelles casades, en un 5,6% dones solteres, i en un 36,7% no eren unitats familiars. En el 34,4% dels habitatges hi vivien persones soles el 20,6% de les quals corresponia a persones de 65 anys o més que vivien soles. El nombre mitjà de persones vivint en cada habitatge era de 2,22 i el nombre mitjà de persones que vivien en cada família era de 2,85.
Per edats la població es repartia de la següent manera: un 21,8% tenia menys de 18 anys, un 3,2% entre 18 i 24, un 18,8% entre 25 i 44, un 25,2% de 45 a 60 i un 31% 65 anys o més.
L'edat mediana era de 50 anys. Per cada 100 dones de 18 o més anys hi havia 78,5 homes.
La renda mediana per habitatge era de 28.889 $ i la renda mediana per família de 38.125 $. Els homes tenien una renda mediana de 25.250 $ mentre que les dones 15.417 $. La renda per capita de la població era de 15.544 $. Entorn del 4,4% de les famílies i el 12,7% de la població estaven per davall del llindar de pobresa.

## Poblacions més properes
El següent diagrama mostra les poblacions més properes.